# Di (Burkina Faso)
Di ist sowohl eine Gemeinde (französisch commune rurale) als auch ein dasselbe Gebiet umfassendes Departement im westafrikanischen Staat Burkina Faso, in der Region Boucle du Mouhoun und der Provinz Sourou. Die Gemeinde hat in 17 Dörfern 24.142 Einwohner.